# Coupe de Croatie masculine de volley-ball
La Coupe de Croatie de volley-ball est organisée par la Fédération croate de volley-ball (Hrvatska odbojkaška udruga, HOU), elle a été créée en 1992.

## Historique
La Coupe de Croatie a débuté en 1992, à l'accession à l'indépendance de la Croatie.

## Palmarès
| Date             | Vainqueur          | Score                                  | Finaliste             |
| ---------------- | ------------------ | -------------------------------------- | --------------------- |
| 1992             | Mladost Zagreb     |                                        |                       |
| 1993             | Mladost Zagreb     |                                        | OK Metalac-OLT Osijek |
| 1994             | Mladost Zagreb     |                                        | OK Varaždin           |
| 1995             | Mladost Zagreb     |                                        | OK Željezničar        |
| 1996             | Mladost Zagreb     |                                        | OK Akademičar         |
| 1997             | Mladost Zagreb     |                                        | OK Akademičar         |
| 1998             | Mladost Zagreb     |                                        | OK Pauk Domaljevac    |
| 1999             | OK Mladost Kaštela |                                        | MOK Rijeka            |
| 2000             | Mladost Zagreb     |                                        | OK Elektromagic       |
| 2001             | Mladost Zagreb     |                                        | OK Karlovac           |
| 2002             | Mladost Zagreb     |                                        | OK Osijek             |
| 2003             | Mladost Zagreb     |                                        | OK Varaždin           |
| 2004             | Mladost Zagreb     |                                        | MOK Rijeka            |
| 2005             | Mladost Zagreb     |                                        | OK Karlovac           |
| 2006             | Mladost Zagreb     |                                        | OK Varaždin           |
| 2007             | OK Varaždin        |                                        | MOK Zagreb            |
| 2008             | Mladost Zagreb     |                                        | OK Karlovac           |
| 20 décembre 2009 | Mladost Zagreb     | 3-0 (25-23, 25-19, 25-20)              | OK Varaždin           |
| 19 décembre 2010 | OK Mladost Kaštela | 3-2 (27-25, 25-19, 22-25, 27-29, 15-7) | Mladost Zagreb        |
| 28 décembre 2011 | MOK Mursa Osijek   | 3-0 (28-26, 25-20, 25-17)              | OK Mladost Kaštela    |
| 23 décembre 2012 | OK Rovinj          | 3-1 (14-25, 25-18, 25-21, 27-25)       | OK Mladost Kaštela    |
| 25 décembre 2013 | Mladost Zagreb     | 3-0 (27-25, 25-15, 25-12)              | MOK Rijeka            |